# Vladimir Vasiljevič Atlasov
‎
Vladimir Vasiljevič Atlasov ali Volodimer Otlasov (rusko Влади́мир Васи́льевич Атла́сов/Володимер Отла́сов), ruski raziskovalec, jakutski kozak in častnik, * 1661/1664, Veliki Ustjug, Ruski imperij (sedaj Rusija), † 1. februar 1711, Nižnekamčatsk, Ruski imperij (sedaj Ust-Kamčatsk, Rusija).

## Življenje in delo
Atlasov je znan po raziskovanju Kamčatke in vodenju naselitve tega polotoka. Na Kamčatki je ustanovil prvo rusko naselbino. Izhajal je iz velikoustjuške kmečke družine in se je preselil v Sibirijo, kjer je postal jakutski kozak. Leta 1695 je postal trgovski pomočnik anadirske postojanke.
Med letoma 1697 in 1699 je Atlasov vodil skupino 65. kozakov in 60. jukagirov, ki je začela raziskovati Kamčatko. Iz anadirske postojanke se je odpravil na jug prek Korjaškega hrbta. Tamkajšnjima ljudstvoma - korjakom in itelmenom - je naložil plačilo davkov za carja in ob reki Kamčatka zgradil dve postojanki, ki sta postali trgovski postojanki za ruske lovce na krzno.
V začetku leta 1701 je Atlasov odšel v Moskvo, kjer so ga povzdignili v častnika kolonizacije Kamčatke. Prvi je podrobno opisal naravo območja in ljudstva, otoke in pokrajine ob Kamčatki, Čukotki in Japonski. Kasneje se vrnil v Moskvo z japonskim trgovcem Dembeijem, ki je doživel brodolom. Dembei je bil prvi, ki je poučeval japonščino v Rusiji. Atanasova so ubili med vstajo vojaških uslužbencev na Kamčatki.

## Priznanja

### Poimenovanja
Po njem so imenovali zaliv in Otok Atlasova, nenaseljen ognjeniški severnokurilski otok na jugozahodni konici Kamčatke. 
1. 1 2 3  Историческая энциклопедия Сибири — Новосибирск: 2009. — ISBN 5-8402-0230-4
2. ↑  Normativna kontrola Kongresne knjižnice — Library of Congress.